# Galway
Galway (in inglese) o Gaillimh (in irlandese) è una città di 79 504 abitanti (2016) nella Repubblica d'Irlanda, capoluogo dell'omonima contea.
È una delle città più grandi della nazione, oltre che l'unica del Connacht, ed è situata nella parte nord-orientale dell'omonima baia, nell'Irlanda occidentale di cui è considerata da molti la capitale culturale. Attraversata dal fiume Corrib (gaelico irlandese: Gaillimh), piccolissimo ma potente fiume che parte dall'invece vasto Lough Corrib, situato poco più a nord, e che dà il nome gaelico alla città, la città è stata scelta per essere capitale europea della cultura 2020, insieme alla croata Fiume.

## Storia
Il Dún Bhun na Gaillimhe ("Forte alla foce del Gaillimh"), un primordiale castello, fu costruito nel 1124 da Tairrdelbach mac Ruaidri Ua Conchobair (Turlough O'Connor), re del Connacht: un insediamento quasi certamente sorse poco tempo dopo intorno a questa fortezza, com'era consuetudine del tempo.
Il forte fu espugnato dagli Anglo-Normanni, più precisamente dai De Burgos, nel 1232. Con la probabile gaelicizzazione dei De Burgos nel tempo, i mercanti cittadini cominciarono a far pressione per impossessarsi del controllo della città e in poco tempo quanto era all'interno delle mura passò di fatto sotto la loro influenza. Nel XV secolo ricevettero un mayor (sindaco) e delle libertà dalla corona inglese.
I rapporti della nuova Galway anglo-irlandese non erano per niente tranquilli con le popolazioni gaeliche. Una nota sulla porta occidentale del 1592 ancora intima: "Dio ci protegga dai feroci O'Flahertys". I nativi irlandesi, inoltre, non potevano entrare liberamente in città, come disponeva una legge del tempo neither O' nor Mac shall strutte nor swagger through the streets of Galway ("nessun O' né Mac può girare senza permesso per le strade di Galway").
Durante il Medioevo, Galway era retta da una oligarchia di quattordici famiglie di mercanti (12 normanne e 2 gaeliche), le ancora conosciute Tribes of Galway: questo la portò ad inserirsi nei principali commerci internazionali e a diventare il porto mercantile principale dei traffici con Spagna e Francia: le famiglie erano Athy, Blake, Bodkin, Browne, Darcy, Deane, Font, French, Joyce, Kirwin, Lynch, Martyn, Morris, Skerrett.
Durante le ribellioni gaeliche del 1600, Galway rimase fedele alla corona britannica, ma poi si alleò con l'Irlanda confederata di Kilkenny durante le Guerre dei tre regni. Durante la Conquista cromwelliana dell'Irlanda, le armate di Oliver Cromwell conquistarono la città dopo ben nove mesi di pesante assedio. Si ribellò nuovamente in seguito contro Guglielmo d'Orange sostenendo i giacobiti, ma cadde dopo un breve assedio poco dopo la Battaglia di Aughrim nel 1691. Da quel momento le grandi famiglie si trovarono in rovina e la città cominciò un secolare declino che non terminò fino al boom economico del tardo XX secolo.

## Arte e cultura
Galway è considerata la capitale del gaeltacht, quindi della lingua gaelica irlandese, oltre che dell'Irlanda occidentale. Frequentatissima da viaggiatori e turisti di tutto il mondo per il suo forte richiamo culturale ed il centro storico particolare e pieno di vita, presenta vari edifici di discreto interesse artistico.

Cathedral of Our Lady Assumed into Heaven and St Nicholas: la cattedrale cattolica imponente sul fiume Corrib

### Architettura
Nel pieno centro della città, a Shop Street, è situato uno degli edifici medievali più gradevoli d'Irlanda, il Palazzetto dei Lynch (Lynch's castle), una volta luogo del potere cittadino e sede distaccata della Allied Irish Bank; alla fine di Shop Street, lungo il porto di Galway, è situato lo Spanish Arch (Arco spagnolo), chiamato così per la presenza in epoca mercantile di molte navi spagnole che portavano spezie e altri prodotti non conosciuti agli irlandesi.
La St. Nicholas' Collegiate Church è la più grande chiesa medievale ancora in uso d'Irlanda: fondata nel 1320, si espanse notevolmente nei due secoli successivi proprio nel cuore cittadino dove tuttora è situata. Dedicata a San Nicola, santo patrono di tante altre chiese di città portuali cattoliche, è poi diventata proprietà della confessione protestante, seguendo il destino di molte altre famose e antiche chiese irlandesi. A quest'ultima si contrappone la cattolica "Cattedrale della Madonna Assunta in Paradiso e San Nicola" (Cathedral of Our Lady Assumed into Heaven and Saint Nicholas), molto più moderna, dato che fu consacrata nel 1965, ma anche molto più grande e imponente: costruita in pietra calcarea grigia e corredata da numerose vetrate, nonostante sia molto recente, la sua forma si ispira alle chiese rinascimentali, con una cupola verde, torri campanarie e arcate a tutto sesto, tra le quali senz'altro spicca quella della facciata, inusuale nell'architettura irlandese e che fortemente richiama la Cattedrale Nuova di Santa Maria dell'Assedio nella città spagnola di Salamanca.
Non a molta distanza dalla Cattedrale è situato l'edificio quadrangolare dell'Università Nazionale dell'Irlanda a Galway, frequentata da 14.500 studenti circa e costruita durante la Grande carestia irlandese che a suo tempo, insieme alle sedi di Cork e Belfast, formava la Queen's University of Ireland. All'interno dell'edificio è conservato un archivio dell'UNESCO sulle lingue celtiche.

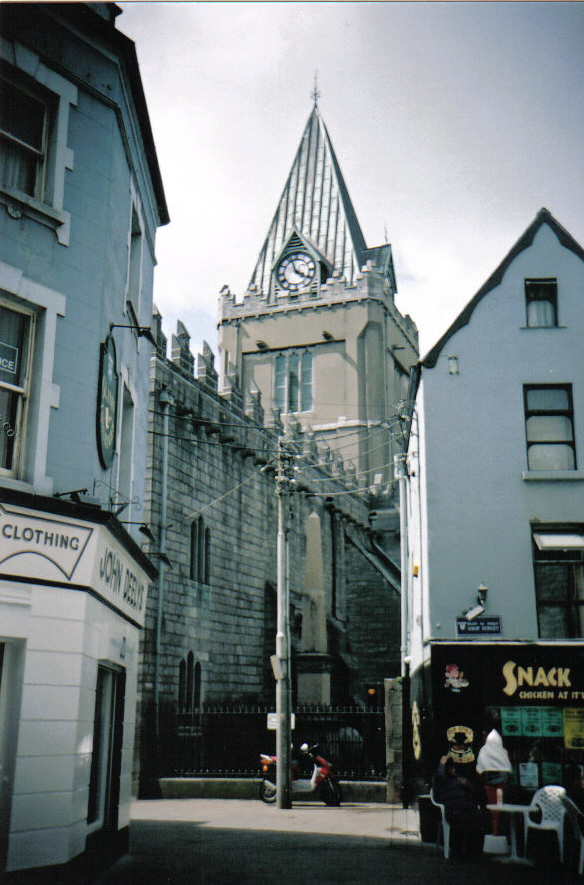
Church of Ireland Collegiate Church of St. Nicholas

### Letteratura
- Il racconto I morti (The Dead, 1914) di James Joyce, pur ambientato a Dublino, contiene importanti riferimenti alla cittadina: da Galway proviene la protagonista del racconto, Gretta Conroy, e qui è ambientata una parte della trama, anche se solo in forma di struggente ricordo da parte di Gretta.
- La compagna e poi moglie di Joyce, Nora Barnacle, nacque a Galway.

### Eventi
Galway è sede di molti eventi culturali, nell'ordine: Galway Early Music Festival (maggio), the Galway Film Fleadh (luglio), the Galway Arts Festival (luglio), Galway Races (agosto), il celebre festival internazionale delle ostriche Galway International Oyster Festival (settembre) e infine il Baboró Galway International Arts Festival for Children (ottobre).

### Sport
In città sono insediate varie squadre sportive: il Galway United è una squadra di calcio professionistica, mentre i Galwegians, i Corinthians e la franchigia del Connacht sono squadre di rugby che utilizzano il Galway Sportsgrounds per le loro competizioni. Nel Pearse Stadium invece hanno luogo gli incontri della Gaelic Athletic Association di calcio gaelico e hurling sia a livello di club, sia a livello di contee dove si allena e scontra con le altre rappresentative la Galway GAA. La vela è assai praticata, sia in mare che nei vicini laghi, così come il canottaggio nel fiume Corrib, organizzato da ben cinque club molto attrezzati:
- Galway Rowing Club
- Jesuits College ('The Jes') Rowing Club
- St. Joseph's College ('The Bish') Rowing Club
- NUIG Rowing Club
- Tribesmen Rowing Club

Prendono sempre più piede competizioni di roller-blade nel Claddagh e scuole di arti marziali, mentre un'altra fetta considerevole di gente pratica hurling e calcio gaelico.

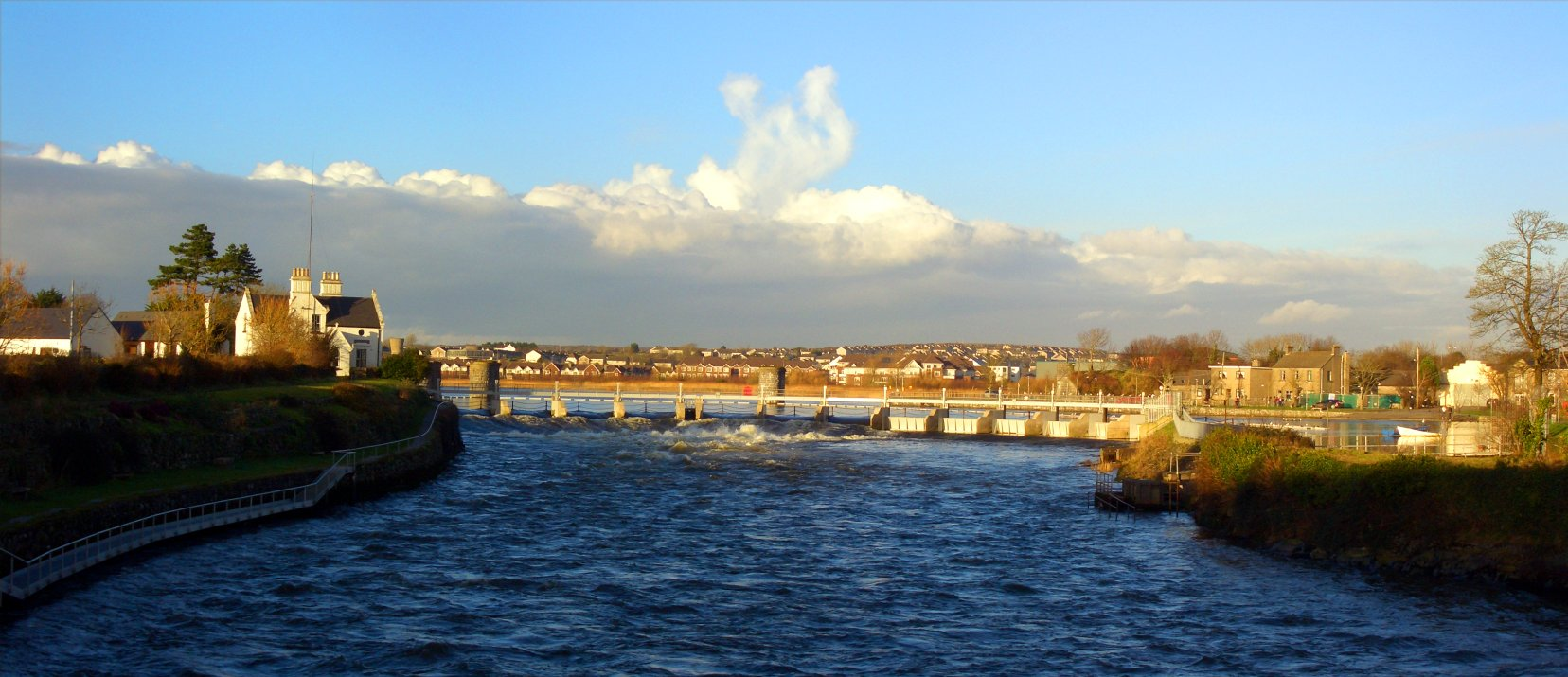
Salmon Weir: tratto di Corrib a Galway ideale per pesca e canottaggio.

### Gastronomia
Essendo un importante porto peschereccio, Galway è famosa in Irlanda per il pesce fresco e i frutti di mare. Il salmone, che nei mesi di giugno e luglio può anche essere visto mentre risale la corrente del fiume Corrib nel centro cittadino, è una delle specialità locali.
Come altre città del paese (Dublino, Cork, Kilkenny), anche Galway ha la sua birra di produzione locale. Si tratta in realtà di una creazione recente, dal momento che la sua produzione è stata avviata soltanto nel 2006. La Galway Hooker (il nome, scelto tramite un concorso cittadino, prende il nome dai tipici pescherecci di Galway) è prodotta in un piccolo birrificio della zona e venduta in città, ma anche in alcuni pub di Dublino e Cork.

### Aneddoti

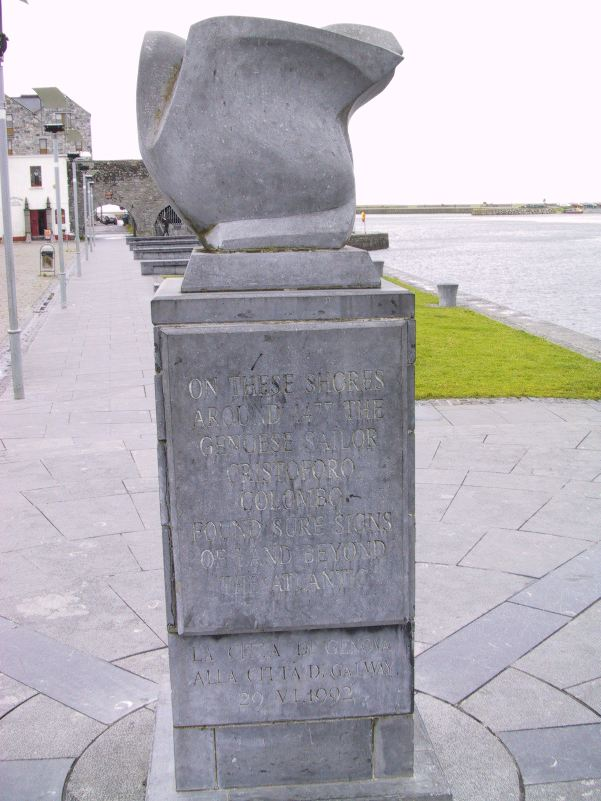
Memorial stone: lapide commemorativa della città di Genova nella Spanish parade

- A Galway è presente un teatro che inscena rappresentazioni esclusivamente in lingua gaelica, il Taibhdhearc na Gaillimhe, luogo culturale molto apprezzato e passaggio quasi obbligato per tutti gli attori di calibro irlandesi.
- Praticamente all'interno della città, anche se una volta era un villaggio autonomo limitrofo all'antica cittadella murata, è situato The Claddagh, dove il Corrib raggiunge la Galway Bay e dove si è originata la tradizione del Claddagh Ring.
- Una leggenda mai smentita, ma nemmeno confermata, vuole che Cristoforo Colombo abbia deciso di viaggiare verso le Americhe durante una sua esplorazione delle isole Fær Øer partita proprio dalle coste di Galway. A commemorare tale episodio è presente nella Spanish Parade del porto un blocco di pietra regalato dalla città di Genova nel quale è scritto in lingua inglese: Su queste sponde intorno al 1477, il navigatore genovese Cristoforo Colombo trovò segnali certi di una terra al di là dell'Atlantico. La città di Genova alla città di Galway. 29.VI.1992.

## Infrastrutture e trasporti

### Aeroporto
Galway è servita da un proprio aeroporto situato appena fuori dalla città, dal quale partono 5 voli giornalieri per Dublino, 2 per Londra e altri per Birmingham, Edimburgo, Manchester e Lorient. Oltre all'aeroporto internazionale cittadino, non particolarmente grande, sono situati a meno di 90 minuti di viaggio l'Aeroporto di Irlanda Ovest nel Connacht e lo Shannon International Airport. Inoltre ad Indreabhán, un villaggio ad ovest di Galway, partono voli di piccoli velivoli per le isole Aran.

### Strade
Galway è una città raggiunta dall'autostrada nazionale M6 (Athlone, Dublino) e da due strade nazionali primarie: la N17 dal nord (Tuam, Sligo, Donegal) e la N18 dal sud (Shannon, Limerick, Cork). Il viaggio per Dublino è di circa 3 ore. La N59 collega la città alla regione del Connemara.

### Porto

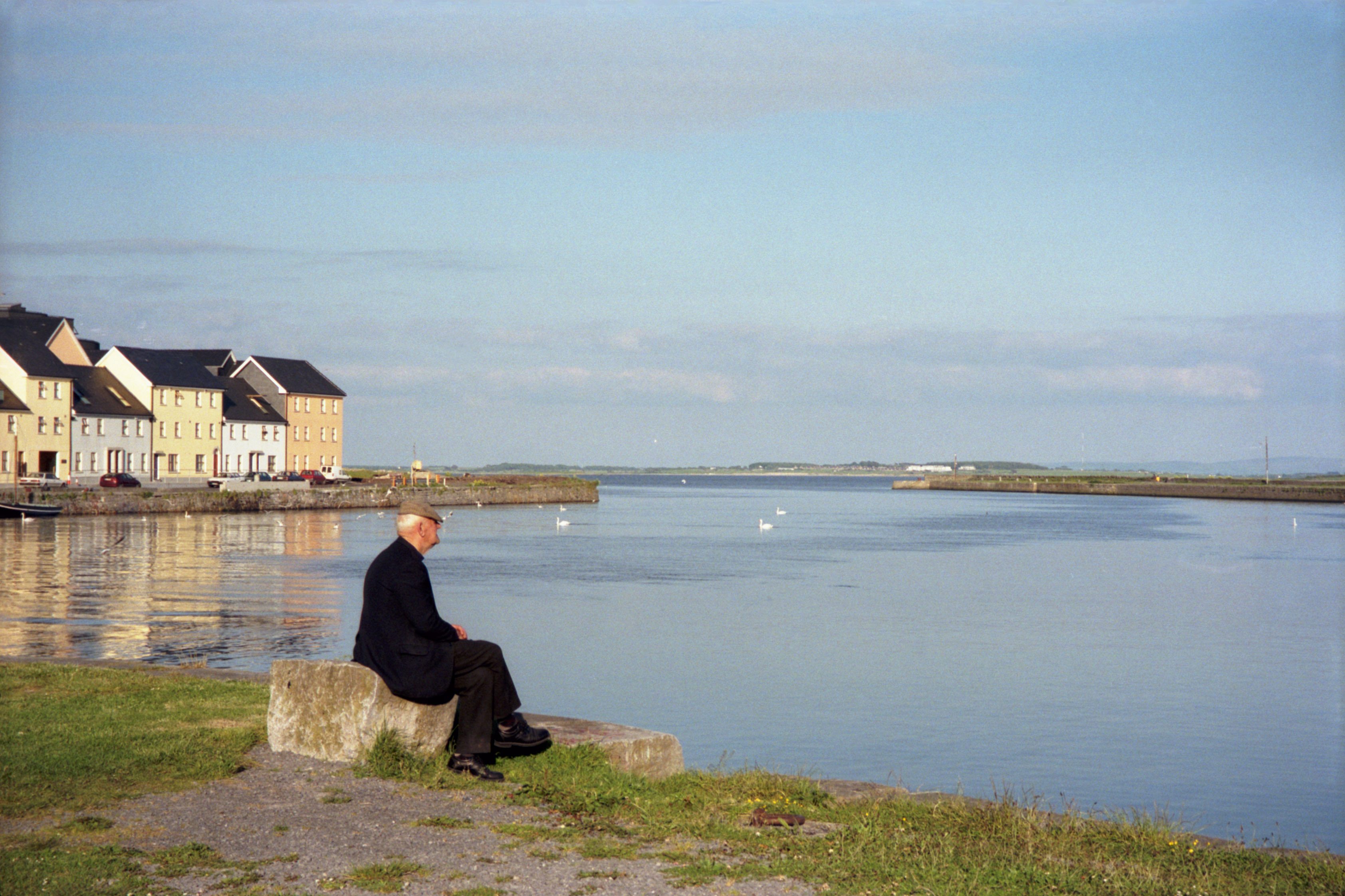
Porto di Galway: immagine tipica della zona portuale con un uomo anziano seduto a contemplare il tranquillo panorama di Ballyknow Quay, sulla foce del Corrib nel mare

Il porto cittadino è il più centrale dell'Irlanda occidentale ed è situato nella parte orientale della baia di Galway. Nelle banchine sono ancorabili numerosi vascelli, tutti entro la stazza di 10.000 dwt, mentre l'attracco interno può ospitare anche nove vascelli insieme.
È uno dei principali punti di partenza, insieme ai porti di Ros an Mhíl e Doolin, per raggiungere via nave (principale mezzo d'accesso) le isole Aran.

### Ferrovie
Il collegamento fra Galway e la stazione ferroviaria di Broadstone a Dublino fu completato nel 1851 e reso disponibile dalla the Midland Great Western Railway Co. (MGWR). Con l'avanzare del XIX secolo, all'originario tratto ferroviario si aggiunsero vari collegamenti con la ferrovia in via d'espansione del Connacht, col risultato che Galway divenne un importante snodo ferroviario. I collegamenti erano con Clifden diretti e via Athenry sul corridoio Claremorris-Ennis. Entrambe le ferrovie furono rese inattive rispettivamente nel 1935 la prima e negli anni settanta la seconda, anche se si sta a lungo dibattendo in Irlanda di riaprirle e inserirle nel West Rail Corridor per collegare anche le cittadine piene di pendolari vicine a Galway, cioè Tuam e Gort.
Ci sono sei collegamenti da e per Dublino giornalieri della Iarnród Éireann. Il servizio fa fermate intermedie Athenry, Ballinasloe, Athlone, Tullamore e Kildare. I passeggeri possono fare scalo ad Athlone per Westport, Castlebar e Ballina oppure a Kildare per Cork, Limerick, Tralee e Waterford. Il tempo di viaggio per Dublino è di circa due ore e mezza, mentre la distanza è di 208 km.

## Galleria d'immagini

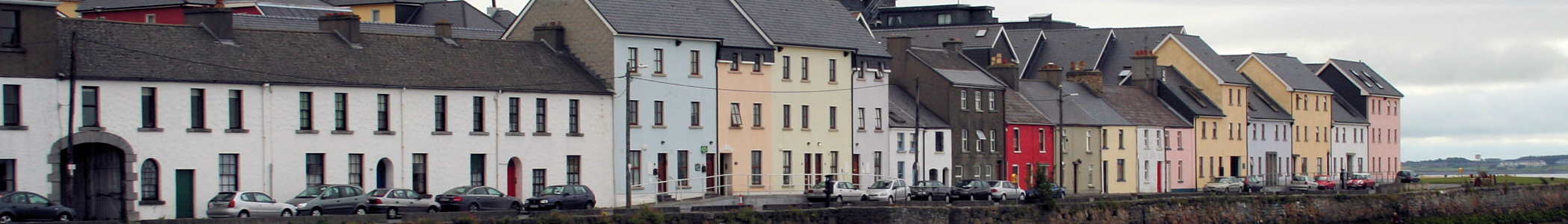
Galway

## Amministrazione

### Gemellaggi

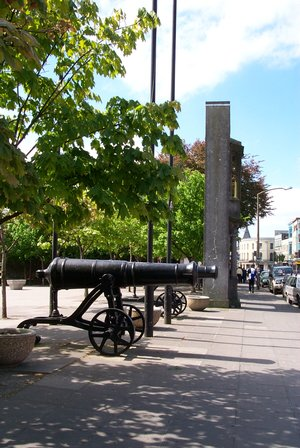
Eyre Square
Il cannone fu donato ai Connaught Rangers alla fine della Guerra di Crimea (1854-1856) in riconoscimento alle loro prestazioni militari

- Seattle
- Chicago
- Saint Louis
- Cambridge
- Lorient
- Aalborg
- Bradford
- Milwaukee
- Waitakere
- Moncton
- Brockton (Massachusetts)